# Peutenmühle
Peutenmühle ist ein Ortsteil der Gemeinde Türkenfeld im oberbayerischen Landkreis Fürstenfeldbruck. 

## Geographie
Der Weiler liegt östlich von Türkenfeld zwischen Pleitmannswang und Kottgeisering an der Straße nach Grafrath. 

## Geschichte
Peutenmühle wurde als Ortsteil der ehemals selbständigen Gemeinde Zankenhausen zum 1. Januar 1972 in die Gemeinde Türkenfeld eingegliedert. 

## Baudenkmäler
Siehe auch: Liste der Baudenkmäler in Peutenmühle
- Ehemalige Mühle, im Kern Mitte des 19. Jahrhunderts